# Parafia św. Rocha w Kaliszu Kaszubskim
Parafia Świętego Rocha w Kaliszu Kaszubskim – parafia rzymskokatolicka, znajdująca się w diecezji pelplińskiej, w dekanacie Brusy, w miejscowości Kalisz.